# Ronnie Mathews
Ronnie Mathews (New York, 2 december 1935 - Brooklyn, 28 juni 2008) was een Amerikaanse jazzpianist.

## Biografie
Mathews begon op 11-jarige leeftijd piano te spelen, studeerde in 1954 bij Hall Overton en beëindigde in 1959 zijn opleiding aan de Manhattan School of Music. Midden jaren 1950 trad hij op met Max Roach en nam in 1963 een Japanse filmmuziek met hem op. In 1964/1965 was hij in Freddie Hubbards band en in 1964 was hij betrokken bij de opname van het album Breaking Point. In 1965/1966 werkte hij met Freddie Hubbard en Roy Haynes en eind jaren 1960 was hij lid van Art Blakeys Jazz Messengers. In 1968/1969 toerde hij met hem en anderen door Europa en Japan. Begin jaren 1970 was hij privédocent aan de Long Island University, toerde hij met Dexter Gordon (Tokyo 1975) en werkte hij vanaf 1972 mee aan meerdere albums van Louis Hayes en zijn sextet. Vanaf 1974 speelde hij met Clark Terry's bigband en kwartet. Wegens drugsproblemen moest hij eind jaren 1960 vervolgens zijn carrière onderbreken.
Mathews trad midden jaren 1970 op op meerdere Newport/New York Festivals en hij leidde voor New Yorkse scholieren een antidrugs-programma, dat muziek als sociaal alternatief aanprees.
Van 1978 tot 1982 was hij lid van het Johnny Griffin Quartet en begeleidde hij hem op zijn comeback-album Return Of The Griffin. Sinds de jaren 1980 leidde Mathews eigen formaties, waarmee hij in de Verenigde Staten en Europa optrad. Hij bracht de eigen albums Roots Branches & Dances en Legacy uit met Bill Hardman, Jimmy Cobb, Ricky Ford en Walter Booker. Bovendien toerde hij met Freddie Hubbard en met Dizzy Gillespie's United Nations Band. In 1989 was hij pianist in de Broadway-musical Black and Blue, die met een Tony Award werd onderscheiden.
In 1990 werkte hij mee aan de filmmuziek van Spike Lees film Mo' Better Blues.
Nadat hij begin jaren 1990 had gespeeld in Clifford Jordans bigband, was hij acht jaar lid van de band van Thelonious Monk. Mathews werkte als onderwijzer aan The New School. Mathews werd door de orkestleiders van de hardbop Blakey, Roach en Haynes gewaardeerd.

## Overlijden
Ronnie Mathews overleed in juni 2008 op 72-jarige leeftijd aan de gevolgen van kanker.

## Discografie
- 1961-1963: Ronnie Mathews/Roland Alexander/Freddie Hubbard (Prestige Records)
- 1963: Doin' the Thang (Blue Note) met Charles Davis, Albert 'Tootie' Heath, Freddie Hubbard, Eddie Khan
- 1975: Trip to the Orient met Louis Hayes, Yoshio Suzuki
- 1978: Roots, Branches and Dances met Ray Drummond, Al Foster, Frank Foster, Azzedin Weston
- 1979: Legacy met Ricky Ford, Bill Hardman, Walter Booker, Jimmy Cobb
- 1980: Song for Leslie met Ray Drummond, Kenny Washington
- 1985: So Sorry Please met Ray Drummond, Alvin Queen
- 1988: Selena's Dance (Timeless Records) met Stafford James, Tony Reedus
- 1989: At Cafe Des Copains solo
- 1990: Dark Before the Dawn (DIW Records) met Ray Drummond, Billy Higgins
- 1992: Lament for Love met Frank Gant, David Williams
- 2001: Once I Love met Walter Booker, Alvin Queen

- Bibliothèque nationale de France: cb13897214r (data)
- Gemeinsame Normdatei: 134661230
- International Standard Name Identifier: 0000 0000 8183 519X
- Library of Congress Control Number: no92002331
- MusicBrainz: 95493156-7000-41b6-bc34-c2d5d5613c56
- Nationale Bibliotheek van Israël: 987007398755805171
- Nederlandse Thesaurus van Auteursnamen: 099734230
- Istituto Centrale per il Catalogo Unico: LO1V268930
- SNAC: w6vq6h3n
- Virtual International Authority File: 115064731
- WorldCat: E39PCjKYg7mbh8ykD3qvbyrVfm